# Aleksi Patama
Aleksi Patama (ur. 30 kwietnia 1897 w Karstuli, zm. 24 grudnia 1981 w Helsinkach) – fiński narciarz, alpejczyk, kierowca wyścigowy, przedsiębiorca.

## Biografia
Był dyrektorem zarządzającym firmy produkującej wiązania narciarskie. Wprowadził w Finlandii wiązania typu Rottefella. Uczestniczył w lokalnych zawodach narciarskich, a w 1936 roku został mistrzem Finlandii w narciarstwie alpejskim. W latach 1934–1951 uczestniczył także prywatnym Fordem w wyścigach samochodowych, szczególnie w Grand Prix Finlandii, dwukrotnie (1936, 1939) stając na podium tego wyścigu. Ponadto w 1936 roku wygrał Grand Prix Estonii.